# ヘネシーパフォーマンス
ヘネシーパフォーマンス(Hennessey Performance)とは、1991年にアメリカのテキサス州に設立されたチューニングメーカーである。

## 概要
1991年、全米で有名なチューナーの一人であるジョン・ヘネシーによって、「信頼性の高い最もパワフルなクルマを造る」ことを理念として設立された。
シボレー・カマロやフォード・GTなどといったアメリカ車の他、MP4-12Cなどのイギリス車や日本車、ドイツ車などのチューニングを幅広く手掛けてきており、現在では広大な敷地内に自社サーキットと直線の短距離コースを所有し、20基のサービス施設と16基のリフト、さらに溶接工場にシャシーダイナモ2基（2WDの1800馬力までとAWDの2000馬力対応）、アライメント調整機、広大なショールームと、さながら自動車メーカーのような大規模な施設を所有するまでに至っている。
2012年に登場したコンプリートカーの最上級モデル、ヘネシー・ヴェノムGTの静止状態から300km/hまでの加速時間は追い風参考13.18秒、向かい風参考14.18秒を記録し、その平均値である13.63秒が2シーター量産車の世界最速としてギネス世界記録に認定されている。さらに2014年2月14日には、ケネディ宇宙センターにあるNASAシャトル着陸施設の5.2km（オーバーラン地帯含む）の着陸路にて最高速度計測が行われ、ミラー・モータースポーツパークのディレクター、ブライアン・スミスの運転により最高速度435.31km/hを記録した。諸事情によりギネス世界記録には認定されなかったが、ブガッティ・ヴェイロン スーパースポーツの持つ2シーター量産車の最高速度ギネス記録を事実上破っている。

## 車種一覧

### ヴェノムシリーズ
最上級に位置づけられた最速モデル。
- ヴェノムGT（ベースはロータス・エキシージ）
- ヴェノムF5（オリジナル車両）

また現在は取り扱っていない同シリーズの車種は以下の通り。
- ヴェノム650R（ベースはダッジ・バイパー）
- ヴェノム1000 ツインターボ（同上）

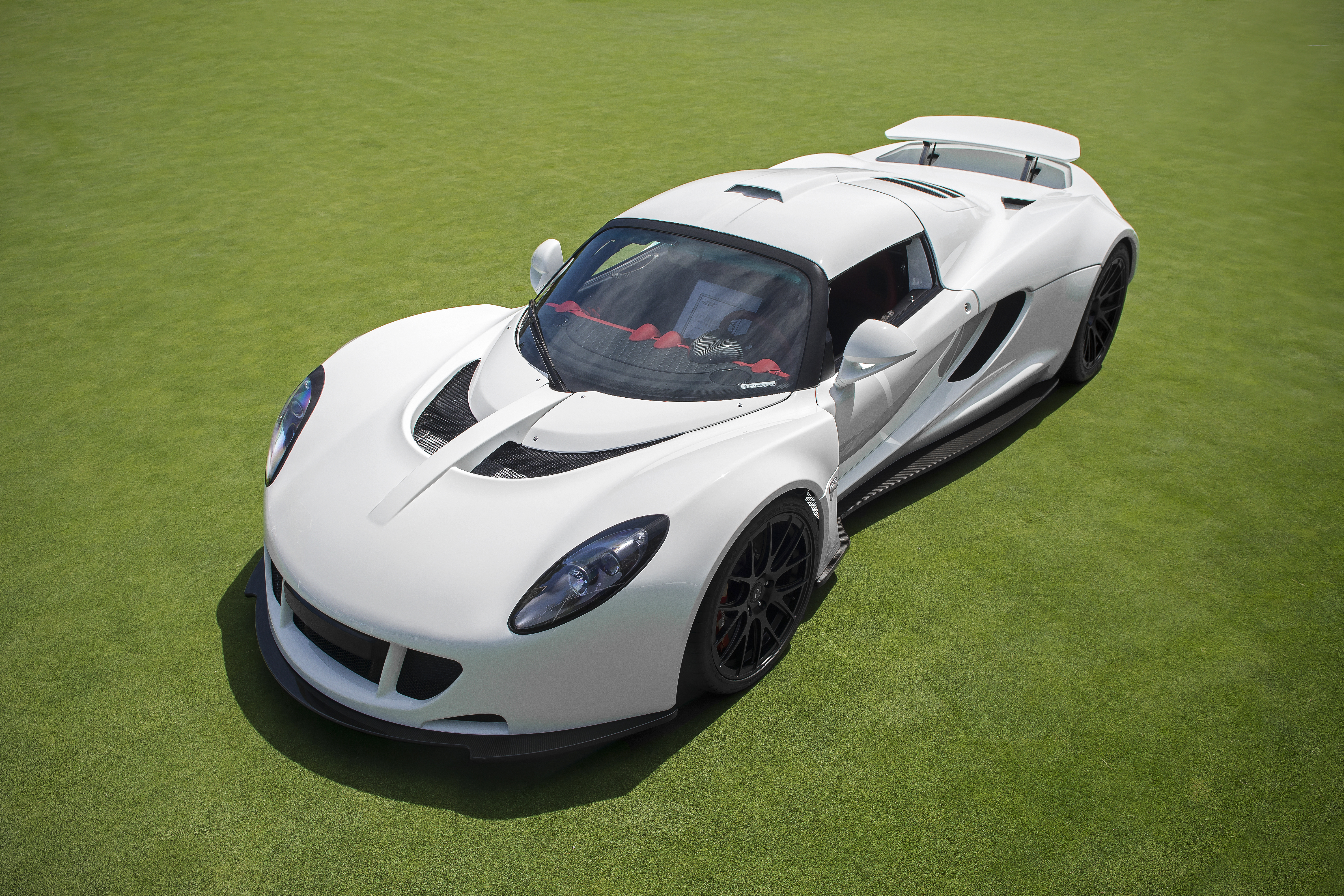
GT
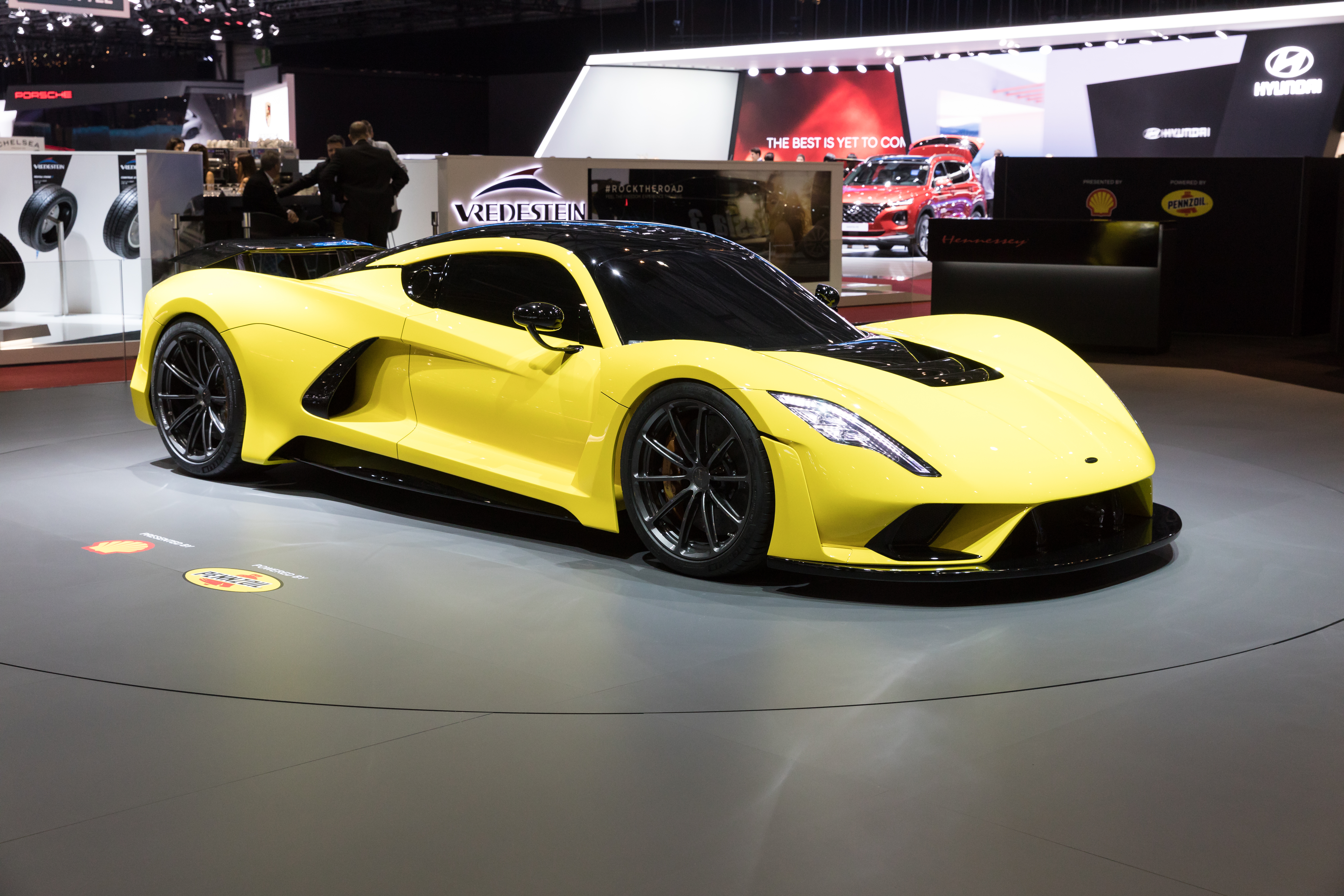
F5
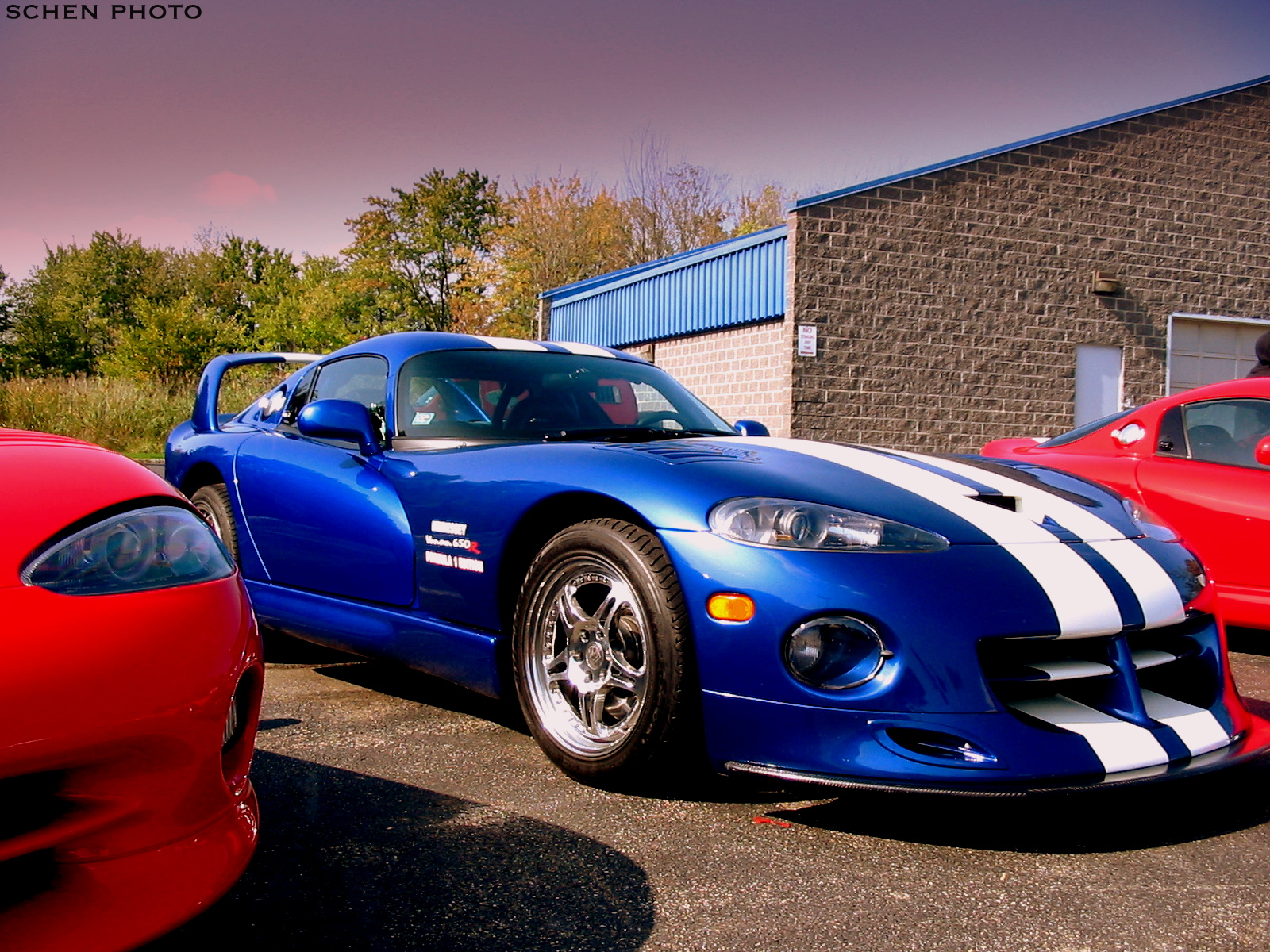
650R

### その他
以下はベースとなる車両。（2020年11月時点）
- アウディ
  - R8 V10

- キャデラック
  - CTS-V
  - エスカレード

- シボレー
  - カマロ
  - コルベット
  - SS
  - シルバラード
  - サバーバン
  - タホ

- ダッジ
  - チャレンジャー・SRTデーモン
  - チャレンジャー・ヘルキャット
  - チャージャー・ヘルキャット
  - デュランゴ

- フォード
  - F-150
  - F-150 ラプター
  - マスタング
  - GT
  - レンジャー
  - ブロンコ

- GMC
  - シエラ
  - ユーコン

- ジープ
  - グランドチェロキー
  - グラディエーター

- ランボルギーニ
  - ウルス
  - ウラカン

- マクラーレン
  - 570S
  - 600LT
  - 720S

過去にはマクラーレン・MP4-12C、ランボルギーニ・ガヤルドなども手掛けていた。

## 日本での販売
日本においては、株式会社エクスプライドのもと2013年に設立された日本法人「ヘネシー・パフォーマンス・ジャパン」（愛知県清須市）が正規輸入販売を行っている。